# Michael Jackson's Thriller
Michael Jackson's Thriller là một video ca nhạc năm 1983 được thực hiện cho bài hát "Thriller" của nghệ sĩ thu âm người Mỹ Michael Jackson, do John Landis làm đạo diễn với phần kịch bản được viết bởi Landis và Jackson. Được tham chiếu từ nhiều bộ phim kinh dị, nó bao gồm những cảnh Jackson thể hiện một loạt những điệu nhảy với một nhóm thây ma sống. Ola Ray đóng vai bạn gái của Jackson trong video.
Jackson đã liên lạc với Landis sau khi xem tác phẩm năm 1981 của ông An American Werewolf in London, và bộ đôi đã lên kế hoạch thực hiện một bộ phim ngắn với kinh phí lớn hơn nhiều so với những video ca nhạc từng xuất hiện trước đó. Nó được ghi hình tại Nhà hát Palace ở Trung tâm thành phố Los Angeles, ngã ba của Đại lộ Union Pacific và Phố Nam Calzona ở Đông Los Angeles, cũng như khu phố Angeleno Heights ở 1345 Đại lộ Carroll. Một bộ phim tài liệu ghi hình quá trình hoàn thiện video, Making Michael Jackson's Thriller, cũng được sản xuất để bán cho các mạng truyền hình.
Michael Jackson's Thriller được ra mắt với rất nhiều sự mong đợi và nhanh chóng được phát sóng với tần suất liện tục trên MTV. Nó đã góp phần tăng gấp đôi doanh số tiêu thụ cho album cùng tên (1982), giúp album trở thành album bán chạy nhất trong lịch sử và bán được hơn một triệu bản VHS, trở thành băng video bán chạy nhất lúc bấy giờ. Ngoài ra, nó còn được ghi nhận trong việc phổ biến video ca nhạc thành một loại hình nghệ thuật chuẩn mực, phá bỏ rào cản chủng tộc trong ngành công nghiệp giải trí và phổ biến việc làm phim tài liệu ghi lại hậu trường thực hiện một video ca nhạc.
Thành công của video cũng biến Jackson thành một thế lực thống trị trong nền văn hóa đại chúng toàn cầu, đồng thời nhiều yếu tố của Michael Jackson's Thriller đã tạo nên những tác động lâu dài trong những năm về sau, như điệu nhảy với thây ma và chiếc áo khoác đỏ của Jackson, được thực hiện bởi vợ của Landis là Deborah Nadoolman. Người hâm mộ trên toàn thế giới đã thực hiện lại điệu nhảy thây ma của nó và video vẫn trở nên phổ biến trên YouTube. Thư viện Quốc hội đã mô tả Michael Jackson's Thriller như là "video ca nhạc nổi tiếng nhất mọi thời đại", cũng như thường xuyên được bình chọn là video vĩ đại nhất mọi thời đại bởi nhiều ấn phẩm và các cuộc thăm dò độc giả. Năm 2009, nó trở thành video ca nhạc đầu tiên được tiến cử vào Viện lưu trữ phim quốc gia nhằm ghi nhận ý nghĩa và tầm ảnh hưởng to lớn của nó "về mặt văn hóa, lịch sử hoặc thẩm mỹ".

## Cốt truyện
Vào những năm 1950, Jackson và một cô gái trẻ (Ola Ray) hết xăng khi đang lái xe trong một khu vực nhiều cây cối. Họ đi bộ vào rừng và Jackson ngỏ lời muốn cô làm bạn gái của ông, cô đồng ý nhưng ông cảnh báo rằng mình "không giống như những người khác", trước khi trăng tròn xuất hiện và biến ông thành một người sói, và tấn công cô.
Cảnh này hóa ra là một phần của bộ phim đang được xem trong rạp của Jackson và bạn gái, sau đó cô bỏ đi vì cảm thấy sợ hãi bởi bộ phim. Trên đường phố, Jackson trêu chọc cô bằng cách trình diễn những phân đoạn của "Thriller". Họ đi qua một nghĩa trang, nơi những thây ma sống bắt đầu trỗi dậy từ ngôi mộ của họ. Cặp đôi bị bao vây và nam ca sĩ bắt đầu trở thành thây ma, và cũng những thây ma khác nhảy theo bài hát.
Jackson và lũ thây ma đuổi theo bạn gái của mình vào một ngôi nhà bỏ hoang. Cô hét lên và tỉnh dậy, nhận ra đó là một cơn ác mộng. Jackson ôm lấy cô, nhưng quay về phía máy ảnh và cười, để lộ đôi mắt người sói của mình.

## Kinh phí
Album phòng thu thứ sáu của Jackson, Thriller được phát hành vào năm 1982 và đã có hơn một năm đứng đầu bảng xếp hạng Billboard 200 tính đến giữa năm 1983, và doanh số tiêu thụ của nó bắt đầu có xu hướng giảm. Điều này đã thôi thúc Jackson, một người "ám ảnh" với những con số doanh thu của bản thân, quyết định thúc giục các giám đốc điều hành hãng đĩa Walter Yetnikoff và Larry Stessel trong việc vạch ra kế hoạch đưa album trở lại vị trí dẫn đầu. Người quản lý của Jackson, Frank DiLeo, lúc bấy giờ đã đề nghị ông thực hiện một video ca nhạc thứ ba cho album với bài hát chủ đề, "Thriller". Ông nhớ lại đã nói với Jackson: "Rất đơn giản—tất cả những gì cậu phải làm là nhảy, hát và khiến nó trở nên thật đáng sợ."
Đầu tháng 8 năm 1983, sau khi xem bộ phim kinh dị năm 1981 An American Werewolf in London, Jackson đã liên hệ với đạo diễn của bộ phim John Landis. Vào thời điểm đó, những đạo diễn thường có xu hướng từ chối chỉ đạo các video ca nhạc, nhưng Landis lại rất hứng thú. Ông và Jackson đã tạo nên một bộ phim ngắn được quay bằng cuộn phim 35mm với đội ngũ sản xuất tương đương một tác phẩm điện ảnh và kinh phí 900.000 đô-la, lớn hơn nhiều so với bất kỳ video ca nhạc nào trước đây. Theo Landis, khi gọi điện cho Yetnikoff để đề xuất thực hiện bộ phim, Yetnikoff đã tức giận và chửi thề lớn đến mức ông phải bỏ điện thoại ra khỏi tai. Hãng thu âm của Jackson, Epic, không mấy quan tâm đến việc thực hiện một video khác cho Thriller, bởi họ tin rằng album đã vuơn đến đỉnh cao. Yetnikoff cuối cùng đồng ý rằng công ty sẽ chỉ đóng góp 100.000 đô-la.
Ban đầu, các mạng truyền hình từ chối tài trợ cho dự án, và đều chia sẻ quan điểm rằng Thriller là "tin tức của năm ngoái". MTV, vốn đã thành công với các video ca nhạc trước của Jackson cho "Billie Jean" và "Beat It", đã có chính sách không tài trợ những video ca nhạc, thay vào đó mong đợi rằng các hãng đĩa sẽ trả tiền cho chúng. Tuy nhiên, sau khi Showtime, một kênh truyền hình mới, đồng ý chi trả một nửa ngân sách, MTV quyết định trả phần còn lại, đồng thời giải thích rằng khoản chi này là sự hỗ trợ đối với một bộ phim điện ảnh chứ không phải một video ca nhạc.
Để hỗ trợ tài chính cho quá trình sản xuất, nhà sản xuất của Landis, George Folsey Jr, đề xuất làm một bộ phim tài liệu kết hợp với Michael Jackson's Thriller để tạo ra một bộ phim dài một giờ nhằm mục đích bán cho các mạng truyền hình. Phim tài liệu Making Michael Jackson's Thriller được đạo diễn bởi Jerry Kramer, bao gồm những cảnh quay gia đình về một Jackson đang khiêu vũ lúc nhỏ và những màn trình diễn của ông từ The Ed Sullivan Show và Motown 25: Yesterday, Today, Forever.
MTV đã trả 250.000 đô-la để độc quyền chiếu bộ phim tài liệu, trong khi Showtime trả 300.000 đô-la đối với việc phát sóng trên truyền hình cáp. Jackson đã đài thọ các chi phí phát sinh, mà ông sẽ được hoàn trả sau đó. Vestron Music Video còn đề nghị phân phối Making Michael Jackson's Thriller trên VHS và Betamax; đây là một khái niệm tiên phong, vì hầu hết các video vào thời điểm đó được bán cho các cửa hàng cho thuê thay vì trực tiếp đến người xem. Vestron cũng trả thêm 500.000 đô-la để tiếp thị băng video.

## Phát hành

Jackson trong video ca nhạc cho "Thriller".

Vào ngày 14 tháng 11 năm 1983, Michael Jackson's Thriller được trình chiếu cho những khách mời và khán giả đặc biệt tại Nhà hát Crest ở Los Angeles. Những người nổi tiếng tham dự bao gồm Diana Ross, Warren Beatty, Prince, và Eddie Murphy. Jackson xuất hiện ở phòng chiếu nhà hát, nhưng từ chối lời mời xuất hiện trước khán giả của Ray. Khách mời đã dành cho bộ phim sự hoan nghênh nhiệt liệt, và trước lời đề nghị của Murphy, video đã được chiếu lại.
Video ra mắt trên MTV cùng với Making Michael Jackson's Thriller vào ngày 2 tháng 12 năm 1983. Sau mỗi lần phát sóng, MTV quảng cáo khi nào họ sẽ phát nó tiếp theo và đã ghi nhận số lượng khán giả gấp mười lần bình thường. Showtime đã phát sóng video sáu lần trong tháng 2. Trong vòng vài tháng, Making Michael Jackson's Thriller đã bán được hơn một triệu bản, trở thành băng video bán chạy nhất vào thời điểm đó. Để bộ phim đủ điều kiện cho giải Oscar vốn đòi hỏi tác phẩm đề cử phải được chiếu rạp, Landis đã sắp xếp để nó chiếu trước bộ phim năm 1940 Fantasia tại một rạp chiếu phim ở Los Angeles, mặc dù nó không được đề cử.
Video đã thúc đẩy đáng kể doanh thu của Thriller, giúp album bán được một triệu bản mỗi tuần sau khi nó ra mắt. Nó góp phần tăng gấp đôi doanh số tiêu thụ album, giúp Thriller trở thành album bán chạy nhất mọi thời đại. Theo Landis, câu trả lời là "một sự ngạc nhiên đối với tất cả mọi người trừ Michael". Thành công của video đã biến Jackson trở thành một thế lực thống trị trong nền văn hóa đại chúng toàn cầu, và củng cố vị thế của nam ca sĩ như là "ông hoàng nhạc pop". Tại giải Video âm nhạc của MTV năm 1984, Michael Jackson's Thriller đã chiến thắng ba hạng mục cho Sự lựa chọn của người xem, Trình diễn tổng thể xuất sắc nhất và Video có vũ đạo xuất sắc nhất, đồng thời được đề cử cho Video có ý tưởng xuất sắc nhất, Video xuất sắc nhất của nam ca sĩ và Video của năm.
Năm 1984, Liên minh quốc gia về bạo lực trên truyền hình (NCTV) đã xem xét 200 video của MTV và phân loại hơn một nửa là quá bạo lực, bao gồm cả Michael Jackson's Thriller. Chủ tịch NCTV Thomas Radecki, nói: "Không khó để tưởng tượng những khán giả trẻ sau khi xem Thriller sẽ thốt lên: 'Trời ạ, nếu Michael Jackson có thể khủng bố bạn gái của mình thì tại sao tôi lại không làm được?'."

## Thành tựu

### Giải Grammy
| Năm  | Hạng mục                           | Kết quả   | Ghi chú                           |
| ---- | ---------------------------------- | --------- | --------------------------------- |
| 1985 | Video xuất sắc nhất, Hình thái dài | Đoạt giải | Thriller                          |
| 1984 | Album video xuất sắc nhất          | Đoạt giải | Making Michael Jackson's Thriller |

### Giải Video âm nhạc của MTV
| Năm  | Hạng mục                                       | Kết quả   |
| ---- | ---------------------------------------------- | --------- |
| 1999 | 100 Video ca nhạc xuất sắc nhất mọi thời đại   | Đoạt giải |
| 1984 | Trình diễn tổng thể xuất sắc nhất              | Đoạt giải |
| 1984 | Video có vũ đạo xuất sắc nhất (Michael Peters) | Đoạt giải |
| 1984 | Sự lựa chọn của người xem                      | Đoạt giải |